# Lepilemur randrianasoli
Lepilemur randrianasoloi är en primat i släktet vesslemakier som lever på Madagaskar.
Individerna blir i genomsnitt 28,7 cm långa (huvud och bål), har en cirka 27,6 cm lång svans och väger 720 till 856 g. Arten skiljer sig från andra vesslemakier genom ett smalt huvud. Pälsen har över nästan hela kroppen en ljusgrå grundfärg som är ännu ljusare i ansiktet vad som liknar en ansiktsmask. På ovansidan av överarmar, låren, axlarna och stjärten förekommer en rödbrun skugga. Svansen har en rosa skugga. Kännetecknande är dessutom en mörk linje på huvudets topp.
Denna primat förekommer på västra Madagaskar i olika torra lövfällande skogar som inte är sammanhängande. Utbredningsområdet begränsas av floden Manambaho i norr och av floden Tsiribihina i syd.
Inget är känt om levnadssättet. Beståndet hotas av skogsröjningar och av kemikalier som används för jordbruket. IUCN listar Lepilemur randrianasoloi som starkt hotad (EN).